# رگ کاتلر
رگ کاتلر (انگلیسی: Reg Cutler; ۱۷ فوریهٔ ۱۹۳۵ – ۵ مهٔ ۲۰۱۲) بازیکن فوتبال اهل بریتانیا بود.
از باشگاه‌هایی که در آن بازی کرده‌است می‌توان به باشگاه فوتبال وست برومویچ آلبیون، باشگاه فوتبال پورتسموث، باشگاه فوتبال استوک‌پورت کانتی، باشگاه فوتبال ای‌اف‌سی بورنموث، و باشگاه فوتبال ووستر سیتی اشاره کرد.